# Estella Canziani
Estella Louisa Michaela Canziani (Londra, 12 gennaio 1887 – 23 agosto 1964) è stata una scrittrice e artista britannica nota come ritrattista, paesaggista, decoratrice di interni, scrittrice di viaggi e folklorista.

## Biografia e opere
Nata a Londra, Estella Canziani era la figlia della pittrice Louisa Starr e di Enrico Canziani (1848-1931), un ingegnere civile italiano. Trascorse tutta la sua vita nella casa di famiglia al 3 Palace Green, nel parco di Kensington Palace.
Si formò come artista, studiando prima al "Copernicus", una scuola di Kensington gestita da Sir Arthur Cope ed Erskine Nicol, poi alla Royal Academy. Espose i suoi lavori alla Royal Academy di Londra, a Liverpool, Milano, Venezia e in Francia. La sua opera più famosa fu un acquerello intitolato The Piper of Dreams, esposto alla Royal Academy nel 1915. È riportato che le riproduzioni dell'opera abbiano rivaleggiato in popolarità con The Light of the World di Holman Hunt.
Viaggiò molto in tutta Europa, in particolare in Italia. I suoi dipinti documentano gli abiti e lo stile di vita delle popolazioni locali che vivevano in villaggi remoti del Nord Italia. Lavorò anche come illustratrice di libri.
Pubblicò tre libri di viaggio: Costumi, Tradizioni e Canti di Savoia (1911), Piemonte (1913) e Attraverso l'Appennino e le Terre d'Abruzzo (1928), grazie ai quali conquistò l'appartenenza alla Royal Geographical Society. Pubblicò diversi articoli sulla rivista della Folklore Society. Scrisse altresì un'autobiografia: Round About Three Palace Green (1939).
Gran parte della sua collezione è conservata al Birmingham Museum & Art Gallery.
La Canziani era una quacchera e membro della Royal Society of British Artists, della Arts and Crafts Exhibition Society, della Society of Painters in Tempera, della Royal Society for the Protection of Birds, della Society for the Prevention of Cruelty to Animals e della Folklore Society.